# Zanthoxylum limoncello
Zanthoxylum limoncello är en vinruteväxtart som beskrevs av Planch. & Oerst. och Triana & Planch.. Zanthoxylum limoncello ingår i släktet Zanthoxylum och familjen vinruteväxter. Inga underarter finns listade i Catalogue of Life.